# Hà Ngọc Tiếu
Hà Ngọc Tiếu (tên thật là Nguyễn Văn Hoàn, sinh ngày 26 tháng 6 năm 1921, mất ngày 21 tháng 7 năm 2006) là Trung tướng Công an nhân dân Việt Nam. Ông nguyên là Phó Tư lệnh Công an nhân dân vũ trang (nay là Bộ tư lệnh Bộ đội Biên phòng Việt Nam), nguyên Phó Tổng cục trưởng Thường trực Tổng cục Cảnh sát, Bộ Công an.

## Tiểu sử
Hà Ngọc Tiếu tên thật là Nguyễn Văn Hoàn, sinh năm 1921.
Ông có quê gốc ở xã Trực Tuấn, huyện Trực Ninh, tỉnh Nam Định.
Từ năm 1942, ông tham gia hoạt động cách mạng ở các thành phố Hải Phòng và Hà Nội.
Sau khi bị lộ, ông vào Nam hoạt động.
Ngày 19 tháng 8 năm 1946, ông tham gia rải truyền đơn và treo cờ ở Sài Gòn, bị thực dân Pháp bắt giam ở Khám Lớn.
Theo Hà Tuấn, con trai của Hà Ngọc Tiếu, thì trong thời gian ở Khám Lớn, ông tỏ thái độ khinh thường mật thám Pháp bằng nụ cười khẩy, được các bạn trong tù khâm phục gọi ông là "Hà cớ gì cười", và từ đó ông lấy biệt danh Hà Tiếu.
Sau khi ra tù, ông được cử làm Chỉ huy phó, rồi Chỉ huy trưởng Tự vệ thành phố Sài Gòn.
Ông là đảng viên của đảng cộng sản Đông Dương từ tháng 4/1947.
Tháng 5 năm 1948, ông được Lê Duẩn cử làm Trưởng ban Quân báo Khu 7.
Ông từng là Phó ban Quân báo và Tình báo Nam Bộ (Hoàng Minh Đạo là trưởng ban).
Năm 1949, ông lên hoạt động ở chiến khu D Biên Hòa, Đồng Nai. Trong thời gian này, ông đã kết hôn với người vợ đầu tên Nhàn, quê Hà Nam ở chiến khu D.
Năm 1949, Hà Ngọc Tiếu là Trung đoàn trưởng Trung đoàn Phạm Hồng Thái. Trung đoàn này đã tiêu diệt gần 300 tên địch ở Láng Le - Bàu Cò.
Năm 1953, ông trở ra bắc tập huấn và trở vào chiến khu miền Đông mang theo thành công 36 kg vàng để chuẩn bị kháng chiến.
Năm 1954, ông đưa gia đình (vợ và hai con) tập kết ra Bắc.
Ngày 4 tháng 11 năm 1961, Hà Ngọc Tiếu được điều động từ Cục Tình báo - Quân báo (Cục II), Bộ Quốc phòng sang giữ chức Cục phó Cục Trinh sát, Bộ đội Biên phòng Việt Nam, thay Nguyễn Hoàn sang Liên Xô học tại trường An ninh Biên phòng.
Ngày 13 tháng 1 năm 1964, vợ ông qua đời khi sinh con thứ 7.
Năm 1967, ông bắt đầu chung sống với người vợ thứ hai (có bốn con riêng).
Từ năm 1972 đến cuối năm 1976, Hà Ngọc Tiếu là Hiệu trưởng trường Sĩ quan Công an nhân dân vũ trang (nay là Học viện Biên phòng).
Cuối năm 1976, trường Sĩ quan Công an nhân dân vũ trang được nâng cấp thành Đại học Công an nhân dân vũ trang (Nghị định số 231/CP ngày 27-11-1976 của Hội đồng Chính phủ), Hà Ngọc Tiếu tiếp tục làm Hiệu trưởng.
Tháng 4 năm 1977, Hà Ngọc Tiếu được bổ nhiệm giữ chức vụ Phó Tư lệnh Công an nhân dân vũ trang (nay là Bộ Tư lệnh Bộ đội Biên phòng Việt Nam) phụ trách công tác trinh sát để đối phó với quân Pol Pot Campuchia quấy phá ở biên giới Tây Nam Việt Nam.
Năm 1978, Hà Ngọc Tiếu là Thiếu tướng Công an nhân dân Việt Nam, Phó Tư lệnh Công an nhân dân vũ trang.
Tháng 3 năm 1985, Hà Ngọc Tiếu là Thiếu tướng Công an nhân dân Việt Nam, Phó Tổng cục trưởng Tổng cục Cảnh sát nhân dân.
Sau này, ông từng giữ chức vụ Phó Tổng cục trưởng thường trực Tổng cục Cảnh sát, Bộ Công an (Việt Nam).

## Qua đời và lễ tang
Ông qua đời vào lúc 11 giờ 30 phút ngày 18 tháng 7 năm 2006 tại Bệnh viện Hữu nghị, Hà Nội, không lâu sau lễ mừng thọ 85 tuổi.
Ông được con cái an táng ở Nghĩa trang Mai Dịch, nơi các cán bộ cấp cao của Nhà nước Việt Nam được chôn cất. Điều này trái với di nguyện của ông muốn được an táng tại Nghĩa trang Thanh Tước, nơi người vợ thứ hai của ông được chôn cất.

## Gia đình
Năm 1949, tại chiến khu D ở Biên Hòa, Đồng Nai, ông kết hôn với người vợ đầu tên Nhàn, quê ở Hà Nam. Hai ông bà có với nhau 7 người con. Bà Nhàn qua đời ngày 13 tháng 1 năm 1964 ở miền bắc Việt Nam khi sinh đứa con út.
Ba năm sau, năm 1967, ông chung sống với người vợ thứ hai. Bà là vợ của đồng đội ông đã mất vì bệnh hiểm nghèo và đã có bốn con riêng với người đồng đội ấy. Năm 2003, bà vợ thứ hai mất. Ông di nguyện sau khi chết muốn được an táng cạnh bà ở nghĩa trang Thanh Tước.
Các con ông:
- Con gái lớn Hà Thúy, năm 2010 là Thượng tá công an, Phó trưởng phòng, công tác tại Tổng cục Hậu cần - Kỹ thuật[2]
- Con trai Hà Tuấn, năm 2010 là nhà báo, Đại tá công an, Phó trưởng ban Báo Công an nhân dân[2]
- Con trai Hà Tiến, sĩ quan công an, đã xuất ngũ năm 1983 vì sức khỏe yếu[2]
- Con gái Hà Loan, sĩ quan công an, đã chuyển ngành làm trong ngành Ngoại thương[2]
- Con trai thứ sáu Hà Dũng, năm 2010 là Thượng tá công an, Phó trưởng Phòng Quản lý xuất nhập cảnh[2]

## Phong tặng

### Lịch sử thụ phong quân hàm
- Thiếu tướng Công an nhân dân Việt Nam
- Trung tướng Công an nhân dân Việt Nam

### Huân huy chương
- Huân chương Độc lập hạng nhất[4]
- Huân chương Quân công hạng nhất[4]
- Huân chương Quân công hạng ba[4]
- Huân chương Chiến thắng hạng nhất[4]
- Huân chương Kháng chiến chống Mỹ cứu nước hạng nhất[4]
- Huân chương Chiến sĩ vẻ vang hạng nhất[4]
- Huân chương Chiến sĩ vẻ vang hạng nhì[4]
- Huân chương Chiến sĩ vẻ vang hạng ba[4]
- Huy hiệu Thành đồng Tổ quốc[4]
- Huy hiệu 50 năm tuổi Đảng Cộng sản Việt Nam[4]